# (5436) Eumelos
(5436) Eumelos (1990 DK) – planetoida z grupy trojańczyków okrążająca Słońce w ciągu 11,86 lat w średniej odległości 5,2 j.a. Odkryta 20 lutego 1990 roku.